# Иван Манолев
Иван Мицов Манолев (Манолов) е български революционер, деец на Вътрешната македоно-одринска революционна организация.

## Биография
Манолев е роден в град Кукуш, тогава в Османската империя, днес Килкис, Гърция. Брат е на Милан Манолев и Никола Манолев. Завършва в 1891 година с шестия випуск Солунската българска мъжка гимназия. В учебната 1892/1893 година става учител в родния си град. След това учи във Висшето училище в София, където завършва славянска филология в 1896 или 1897 година. От 1898 до 1899 година е учител в Гевгели. Влиза във ВМОРО и става член на околийския революционен комитет в града. В 1901 година е спътник на Гоце Делчев при обиколката му из Костурско.
В 1908/1909 година преподава в Солунската българска мъжка гимназия.
Преподава и в Солунската българска католическа семинария. След Междусъюзническата война преподава в Гюмюрджинската гимназия.
След войните преподава в гимназията в Горна Джумая. Умира на 9 януари 1930 година в София.